# Từ Siêu
Từ Siêu (sinh 1981) là một kỳ thủ cờ tướng Trung Quốc. Anh là nhà vô địch Trung Quốc năm 2017 và vô địch thế giới năm 2019.

## Vô địch quốc gia 2017
Giải vô địch cờ tướng Trung Quốc 2017 thi đấu theo thể thức loại trực tiếp gồm 64 kỳ thủ. Từ Siêu nằm trong nhóm 32 kỳ thủ không phải qua đấu loại (do đạt kết quả tốt ở giải năm 2016). Hai vòng đấu đầu tiên Từ Siêu lần lượt thắng Hoàng Hải Lâm và Kim Ba sau hai ván cờ tiêu chuẩn cùng tỉ số 3-1 (1 thắng 1 hoà). Từ vòng ba trở đi, với các đối thủ khó khăn hơn, Từ Siêu đều kết thúc trận đấu sau 3 ván, tức hai ván tiêu chuẩn và 1 ván cờ nhanh. Sau khi vượt qua Thân Bằng ở vòng ba, anh bất ngờ thắng được hai cựu vô địch được đánh giá cao, là ứng viên vô địch là Triệu Hâm Hâm và Tưởng Xuyên cùng tỉ số 4-2 (1 thắng 2 hoà). Trong trận chung kết gặp đương kim vô địch, cũng là người xếp số 1 trong bảng xếp hạng Trung Quốc Vương Thiên Nhất, Từ Siêu hoà 2 ván tiêu chuẩn. Ván cờ nhanh bốc thăm được đi trước, anh đã giành chiến thắng và lên ngôi vô địch giải, trở thành kỳ vương thứ 19 của Trung Quốc.
Năm 2018 anh không bảo vệ được chức vô địch sau khi thua Trịnh Duy Đồng ở vòng hai của giải vô địch quốc gia theo thể thức loại trực tiếp.

## Vô địch thế giới 2019
Do vô địch quốc gia năm 2017 nên Từ Siêu là một trong hai kỳ thủ đại diện Trung Quốc tại Giải vô địch cờ tướng thế giới 2019. Từ Siêu thi đấu tốt, sau 8 vòng đấu hệ Thụy Sĩ anh dẫn đầu bảng với 13 điểm (+5 =3), giành quyền vào chung kết gặp Hoàng Học Khiêm. Ở ván đấu chung kết với ưu thế đi trước, Từ Siêu chiến thắng và trở thành nhà vô địch thế giới năm 2019.